# Xã Jackson, Quận Dallas, Arkansas
Xã Jackson (tiếng Anh: Jackson Township) là một xã thuộc quận Dallas, tiểu bang Arkansas, Hoa Kỳ. Năm 2010, dân số của xã này là 190 người.